# Groene pad
De groene pad (Bufotes viridis) is een kikker uit de familie padden of Bufonidae. De soort behoorde lange tijd tot het geslacht Bufo en later tot Pseudepidalea. Sinds 2013 wordt de soort tot het geslacht Bufotes gerekend, zodat in de literatuur verschillende namen worden gebruikt.
De groene pad komt voor in delen van Europa en westelijk Azië, het verspreidingsgebied reikt tot westelijk Duitsland maar de soort komt niet voor in België en Nederland. De habitat bestaat uit relatief schrale gebieden, zoals steppen, graslanden en open delen van bossen. De pad kan in tot in hoog gelegen bergstreken voorkomen.
De groene pad is door zijn lichtbruine kleur met duidelijk afstekende groene vlekken een opvallende soort. De groene pad wordt algemeen als een van de mooist gekleurde Europese padden beschouwd. De pad bereikt een lichaamslengte van ongeveer negen centimeter. De groene pad is sterk verwant aan de rugstreeppad maar mist meestal de kenmerkende lichte rugstreep van deze laatste soort.

## Naam
De groene pad dankt zijn naam aan de groene vlekken op het lichaam, die het dier een overwegend groene kleur geven. Hiermee wijkt de pad af van de meeste andere padden, die in de regel een meer bruine kleur hebben.
In veel andere talen wordt een vergelijkbare naam gebruikt, zoals het Engelse 'European green toad' en het Franse 'crapaud vert'. In de Duitse taal wordt de naam Wechselkröte ('wisselpad') gebruikt. Deze naam slaat op het vermogen om van kleur te veranderen. De pad heeft 's nachts namelijk een iets andere kleur dan overdag.
Ook de wetenschappelijke soortnaam viridis slaat op de lichaamskleur, 'viridis' is Latijn voor 'groen'.

## Verspreiding en habitat

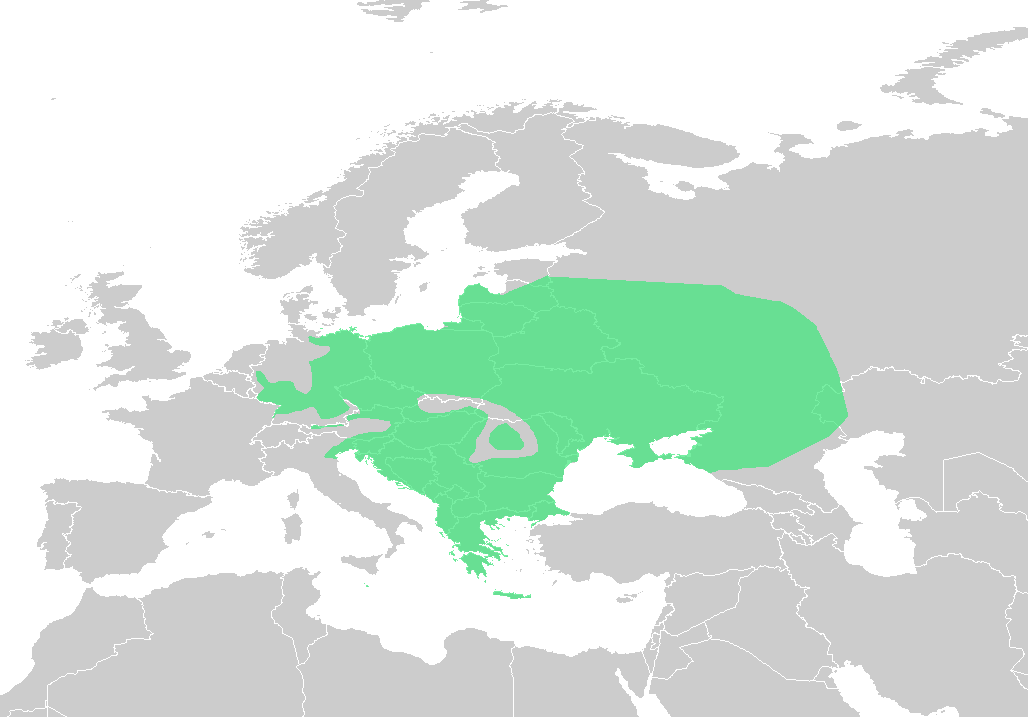
Verspreiding in het groen.

De groene pad is bekend in een groot deel van Europa en dan voornamelijk in het centrale deel. Het verspreidingsgebied loopt westelijk van delen van Duitsland tot oostelijk in delen van Rusland en uiterst westelijk Kazachstan. Het verspreidingsgebied gaat net aan België en Nederland voorbij.
De groene pad komt voor in de landen Albanië, Bosnië en Herzegovina, Bulgarije, Duitsland, Estland, Frankrijk, Griekenland, Hongarije, Italië, Kazachstan, Kroatië, Letland, Litouwen, Malta, Moldavië, Montenegro, Oekraïne, Oostenrijk, Polen, Roemenië, Rusland, Servië, Slovenië, Slowakije, Tsjechië en Wit-Rusland. De pad komt niet voor op het Iberisch Schiereiland, Scandinavië, op de Britse Eilanden en in de Benelux. Ook in grote delen van de Alpen ontbreekt de soort, in Zwitserland is de groene pad slechts bekend van enkele locaties.
De hoogteverspreiding van de pad is zeer variabel. De soort komt voor van laaglanden op zeeniveau tot bergstreken in Albanië. Hier kan de pad tot 2400 meter boven zeeniveau worden gevonden.

### Verouderde verspreiding
In Scandinavië komt de pad niet voor maar oudere bronnen vermelden de pad in delen van uiterst zuidelijk Zweden en delen van Denemarken en noordelijk Duitsland. Ook in andere delen van Zweden wordt de soort soms ook gemeld, evenals op eilanden voor de kust van Zweden en Denemarken. Dit bleek echter te gaan om populaties van de soort Bufotes variabilis, die sterk op de groene pad lijkt.
Sommige bronnen vermelden dat de groene pad ook voorkomt op eilanden in het Middellandse Zeegebied. Het betreft echter een voormalige ondersoort van de groene pad (vroeger; Bufo viridis balearica), die tegenwoordig als een aparte soort wordt beschouwd: Bufotes balearica. Deze soort is te vinden in zuidelijk Italië en op de Italiaanse eilanden Sicilië en Sardinië en daarnaast op het Franse Corsica.
Bufotes balearicus komt ook voor op de Balearen, voor de oostkust van Spanje. De soort is te vinden op de eilanden Ibiza, Mallorca en Menorca. Hier is Bufotes balearicus door de mens geïntroduceerd. Dit is al in de bronstijd gebeurd, vermoedelijk zijn de dieren ingevoerd omdat ze een rol speelden in de mythologie. De populaties op Sicilië en enkele kleinere eilanden zoals Favignana en Ustica worden tegenwoordig tot de soort Bufotes siculus gerekend.
Ook zou de groene pad voorkomen in noordelijk Afrika. Dit betreft echter de soort Bufotes maculata, die vroeger als een variatie van de groene pad werd gezien; Bufo viridis var. maculata.
In de literatuur is een beschrijving bekend van subfossiele overblijfselen van een groene pad uit de Betuwe die dateren uit de Middeleeuwen. Later bleek echter dat het overblijfselen betrof van de rugstreeppad die er sterk op lijkt.

### Habitat

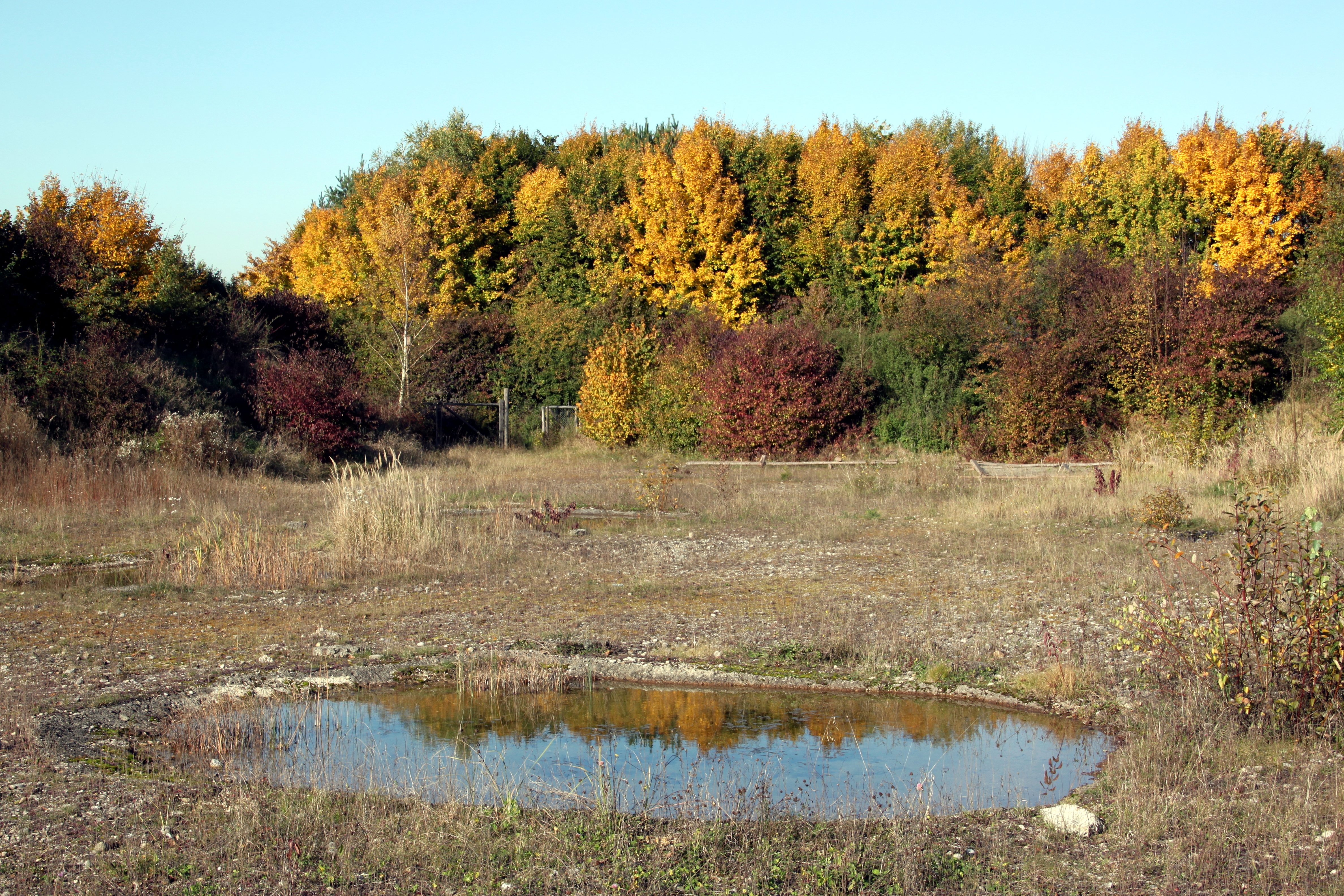
Habitat van de groene pad in Duitsland.

De groene pad heeft een hoge tolerantie voor zowel droge als natte gebieden en is ook niet gevoelig voor koude of juist warme biotopen. Net als andere padden is het een landbewoner die vaak op het droge te vinden is en op enige afstand van het water kan worden aangetroffen. De pad is een bodembewoner die niet klimt en zich ophoudt in de strooisellaag. Overdag houdt de pad zich schuil in holletjes onder de grond of onder stenen en boomstronken. De groene pad wordt voornamelijk gevonden in steppen, maar kan verstuivingen, moerassen, bossen, bosranden graslanden en halfwoestijnen zijn geschikt als biotoop.
In sommige delen van het verspreidingsgebied is het landschap sterk aangepast door de mens maar kan de pad zich handhaven. Een voorbeeld zijn de rijstvelden in de Povlakte van noordelijk Italië. In delen van Duitsland is de pad voornamelijk in grondafgravingen te vinden. Ook in stadsparken en tuinen kan de groene pad zich handhaven.
In delen van het verspreidingsgebied moet de pad overwinteren en houdt een winterslaap. De dieren zoeken hiervoor een vorstvrije locatie op. De duur van de winterslaap is afhankelijk van de geografische locatie.
De voortplanting verplicht de groene pad om naar het water trekken om de eieren af te zetten. Het voortplantingswater bestaat uit ondiepe stilstaande wateren met weinig plantengroei. Het water moet een bijna horizontale oever hebben en zonbeschenen plaatsen bieden. De groene pad neemt genoegen met wateren die van slechte kwaliteit zijn. De padden zijn zelfs aangetroffen in gierputten wat uitzonderlijk is. De meeste amfibieën zijn juist gevoelig voor vervuiling. Een uitzondering vormen populaties in de omgeving van Stuttgart, hier was de Rijn tot recentelijk zo vervuild dat een derde tot meer dan de helft van alle exemplaren afwijkingen vertoonden.
Er is een hoge tolerantie voor zoutwater waardoor de pad zich kan voortplanten in wateren waar andere kikkers en padden geen kans zouden maken. De groene pad komt in het Neusiedlermeer voor, dit is een brak steppemeer tussen Oostenrijk en Hongarije. De groene pad is hier een van de weinige succesvolle amfibieën die zich in het meer kunnen voortplanten.

## Uiterlijke kenmerken

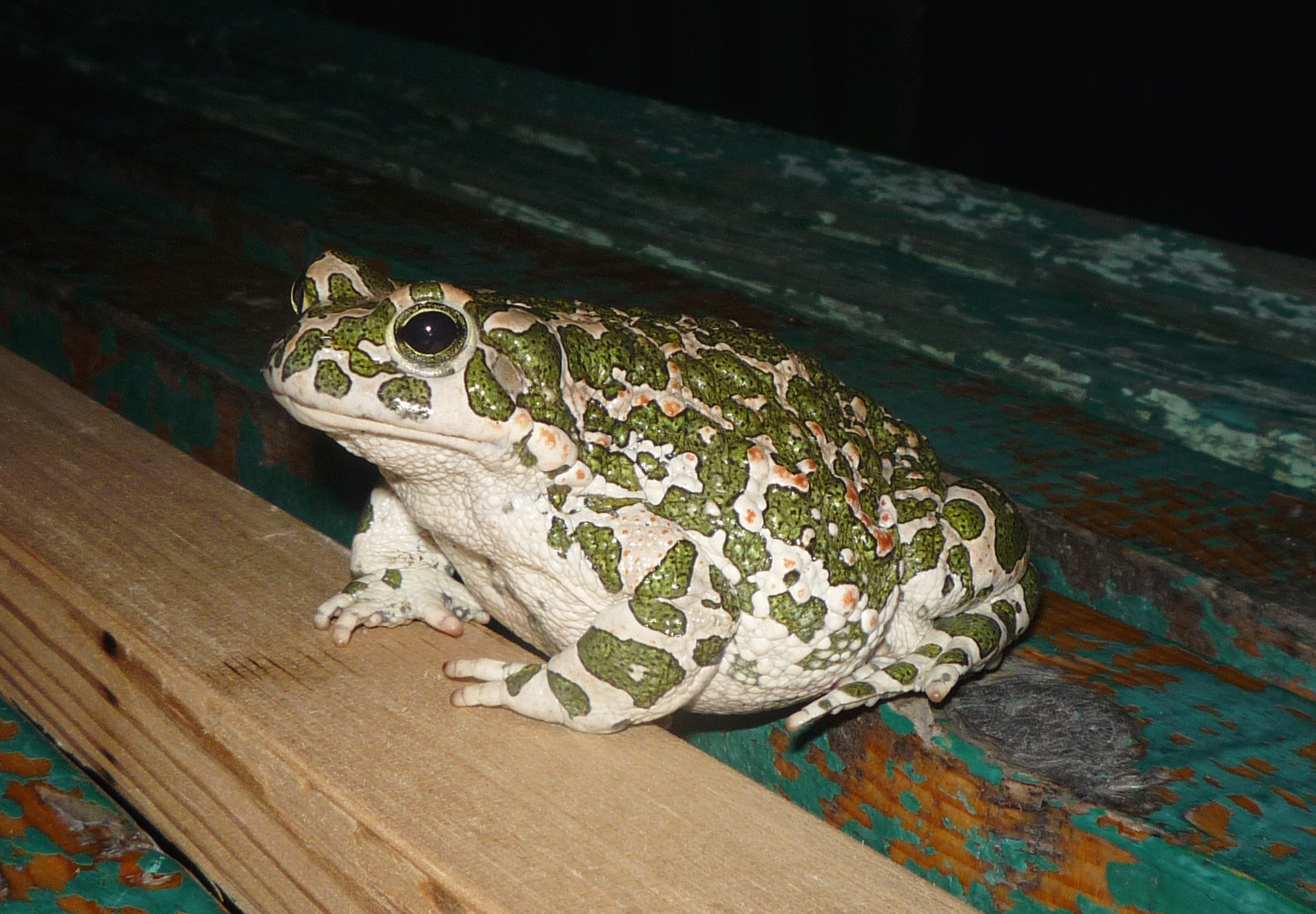
Een exemplaar uit Oekraïne.

De groene pad is een middelgrote soort die een lichaamslengte bereikt van ongeveer negen centimeter. De mannetjes blijven wat kleiner rond de acht cm en de grootste vrouwtjes worden tot maximaal 10 cm lang. De basiskleur is lichtbruin tot zandkleurig of olijfkleurig, op de rug zijn dun donkeromzoomde en dus afstekende groene vlekken aanwezig. De basiskleur kan ook veel lichter zijn tot bijna wit en ook juist heel donkere vormen komen voor. De vlekken hebben een patroon dat enigszins doet denken aan een luipaardtekening.
Tussen de grotere groene vlekken zijn roodachtige puntvlekjes aanwezig. Mannetjes hebben een minder opvallende tekening dan de contrastrijkere vrouwtjes. De huid is ruw en wrattig, de wratjes zijn in feite klieren die de huid voorzien van vocht en slijm om uitdroging te beperken.
Op de rug is soms een lichte rugstreep aanwezig maar deze heeft nooit een gele kleur zoals bij de rugstreeppad het geval is. De onderzijde is licht van kleur, de kleur van de buik varieert van grijs tot wit. De buikzijde is vaak niet gevlekt maar kan soms kleine groene vlekjes hebben.

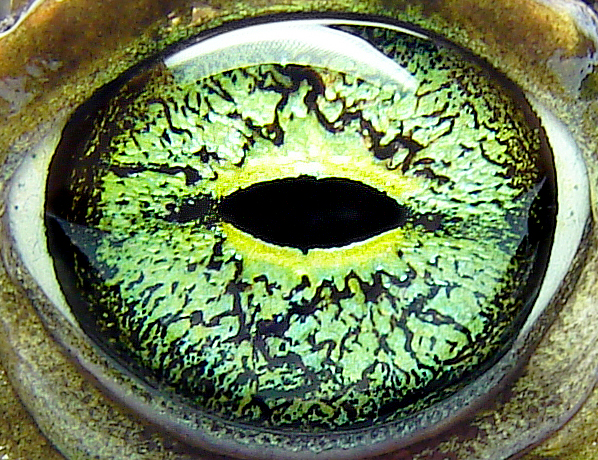
Oog van een groene pad, het oog is geel tot groen van kleur met zwarte vlekjes.

De kop van de groene pad is relatief breed in vergelijking met andere padden. De gifklieren achter de ogen zijn dik en langwerpige van vorm. Deze klieren worden de parotoïden genoemd en zijn duidelijk zichtbaar. Bij veel padden zijn de parotoïden niervormig naar elkaar toe gekromd, maar bij de groene pad lopen ze vrijwel evenwijdig aan elkaar. Mannetjes hebben in vergelijking met andere padden een vrij grote kwaakblaas die bij de vrouwtjes ontbreekt.
De ogen vallen goed op, ze zijn groot en bol en torenen duidelijk uit boven de kop. De groene pad is van andere soorten te onderscheiden aan de opvallende ogen. De pupil is horizontaal en heeft een elliptische vorm, de iris is altijd geel tot groen van kleur. De iris heeft vele kleine straalsgewijze zwarte vlekjes. Aan de zijkant van de kop is het tympanum of trommelvlies gelegen, deze is meestal goed zichtbaar.
De poten zijn relatief kort, net als andere padden. De achterpoten zijn krachtiger dan de verwante rugstreeppad, die nauwelijks kan springen maar wel snel kan rennen. De achterpoten van de groene pad zijn voorzien van zwemvliezen, de voorpoten niet. Met name aan de onderarm en op het dijbeen zijn duidelijk vergrote klieren zichtbaar. Mannetjes hebben duidelijk dikkere voorpoten dan de vrouwtjes. Mannetjes hebben aan de voorpoot een vergrote en verharde structuur die het paarkussentje wordt genoemd. Normaal gesproken is deze alleen aanwezig aan de eerste vinger van iedere voorpoot, gezien vanaf het lichaam. In de voortplantingstijd hebben de mannetjes aan de eerste drie vingers een dergelijke structuur.

## Ecologie
De groene pad leeft van kleine ongewervelden, zoals insecten en wormen. Uit een onderzoek naar de maaginhoud van een populatie in Midden-Europa bleek dat vooral bodembewonende prooien worden gegeten en nauwelijks vliegende insecten. Gevonden prooidieren waren loopkevers, mieren, snuitkevers, larven van weekschildkevers en spinnen. De pad is 's nachts te vinden bij straatverlichting om te jagen op de insecten die hierop afkomen. De pad zoekt alleen 's nachts naar voedsel, alleen bij een regenbui kunnen de dieren overdag foeragerend worden aangetroffen. In de herfst stopt de pad
met eten en zoekt zijn winterkwartier op. Ook vlak voor een vervelling stopt de pad met het zoeken naar voedsel.
De jongere exemplaren die net zijn gemetamorfoseerd eten kleinere prooidiertjes, zoals springstaartjes, mijten en luizen.
De larven eten dood materiaal (detritus) en waterplanten, ook kleine diertjes worden wel gegeten. Prooidieren van de larven zijn onder andere eencellige diertjes, raderdieren en kleine kreeftjes.

### Vijanden
Vijanden van de groene pad zijn vooral vogels, de pad wordt gegeten door roofvogels zoals onder andere de bosuil, de ooievaar, de rode wouw en de roodpootvalk. De larven en juvenielen vallen ook ten prooi aan vogels als spreeuwen en kippen. Larven kunnen ook worden belaagd door larven van waterinsecten zoals waterkevers en libellenlarven. Ook eenden eten de larven op, maar een water waar geen eenden voorkomen groeit vaak helemaal dicht met waterplanten en wordt dan ongeschikt als voortplantingswater. De eend is dus een vijand maar speelt ook een belangrijke rol bij het in stand houden van geschikte leefgebieden. Op het land vallen kleine padjes soms ten prooi aan larven van loopkevers. De groene pad is niet gevoelig voor de paddenvlieg, maar kan er wel mee besmet raken.

### Verdediging
De groene pad scheidt bij verstoring een wit huidsecreet af dat een kenmerkende geur heeft en sterk schuimt. Een gehanteerde pad kan binnen korte tijd een relatief grote hoeveelheid van deze substantie afgeven.
Uit onderzoek van de afscheiding blijkt dat de afscheiding van de groene pad verbindingen bevat die zeer effectief zijn in het onschadelijk maken van micro-organismen. Onder andere Escherichia coli, Listeria monocytogenes en Klebsiella pneumoniae worden door verbindingen in de huidafscheiding van de groene pad onschadelijk gemaakt.
Voor de mens is de afscheiding niet heel giftig maar werkt wel zeer irriterend op de slijmvliezen van de mond of neus of als het in de ogen terechtkomt. De natuuronderzoeker George Albert Boulenger beschreef een voorval van een hond die een groene pad aanviel. De pad gaf direct een sterk schuimend goedje af zodat de bek van de hond hiermee geheel bedekt werd. De hond probeerde al huilend en niezend het goedje uit de bek te krijgen door zijn kop tegen de bodem te wrijven. De hond moest uiteindelijk naar huis worden gedragen waar het dier uiteindelijk wel weer herstelde.

## Voortplanting en ontwikkeling
De groene pad plant zich voort in de lente en de dieren trekken dan naar het water om de eieren af te zetten. De mannetjes wachten in het water op een vrouwtje. De vrouwtjes verblijven slechts kort in het water, ze zoeken een mannetje op, zetten de eitjes af en vertrekken weer naar het land. De mannetjes lokken de vrouwtjes door series fluitende geluiden te maken met hun kwaakblaas. De roep bestaat uit een serie korte hoge geluidjes die snel achter elkaar worden geproduceerd. Het geheel heet een triller, de pad kan tot vier trillers in een minuut voortbrengen. De roep lijkt op die van sommige krekels en kan ook verward worden met de regenwulp, een vogel. De eerder genoemde George Boulenger vergeleek de roep met het fluitje van een Londense politieagent. Tijdens de amplexus of paargreep omklemt het mannetje zijn partner bij de voorste pootoksels.

### Eieren
Als het vrouwtje haar eitjes afzet loost het mannetje zijn sperma zodat ze worden bevrucht. De eieren worden afgezet op waterplanten of op de bodem. De eieren zijn te zien vanaf april tot juni, soms tot in juli. De eieren worden afgezet in eiersnoeren die 2 tot 4 meter lang zijn. De eieren zijn zwart van kleur, het aantal eieren varieert van 2000 tot 15.000. De eieren zelf zijn gegroepeerd in 2 tot 4 rijen in het snoer, de eieren hebben een diameter van 1 tot 1,5 millimeter. Het geleiachtige omhulsel is ongeveer 4 tot 6 mm in doorsnede. De embryo's komen afhankelijk van de temperatuur na 3 tot 6 dagen uit, de embryo's hebben zich dan volledig ontwikkeld en het larvestadium breekt aan.

### Larve
Als de larve uit het ei kruipt heeft het lichaam de vorm van een klein zwart wormpje van 3 tot 4 millimeter lang. Restanten van de dooierzak zijn nog aanwezig. Al na enkele dagen lijkt de larve op een typisch kikkervisje met een bolle kop en een lange en hoge staart.
De larve van de groene pad lijkt in de eerste stadia op die van de gewone pad en de rugstreeppad. Ze hebben alle drie eenzelfde configuratie van de kleine tandjes van het mondveld. Boven de mond zijn twee rijen tanden aanwezig waarvan de onderste is onderbroken. Onder de mond zijn drie rijen aanwezig welke ononderbroken zijn. Aan weerszijden van de kop zijn de mondrandpapillen aanwezig, deze bestaan uit twee lobben. De larve van de groene pad krijgt al snel een grijsgroene kleur en niet veel later worden de groene vlekken zichtbaar. Bij de larven van de gewone pad en de rugstreeppad is dit niet het geval, deze zijn zwart en krijgen pas aan het einde van hun ontwikkeling een bruine kleur.
De larven leven op de bodem van het water. Ze eten zowel plantaardig als dierlijk materiaal, zie ook onder voedsel. De ontwikkelingsduur van het larvestadium is afhankelijk van de temperatuur en kan twee tot drie maanden duren. De larven worden inclusief de lange staart tot 50 mm lang. Ze hebben dan duidelijk zichtbare uitwendige kieuwen. Vervolgens komen de pootjes tevoorschijn en worden de uitwendige kieuwen en de staart wordt geresorbeerd, dat wil zeggen dat het weefsel van de staart weer wordt opgenomen in het lichaam. De visachtige larve transformeert naar een kleine kikker, dit proces wordt de metamorfose genoemd.

### Juveniel en subadult
Als de staart volledig is verdwenen is de jonge kikker zo'n 10 tot 17 mm lang. De kleine padjes zijn de eerste tijd in groepen te vinden onder stenen en andere objecten. De jonge padjes verspreiden zich uiteindelijk, en kunnen soms als een 'groene band' worden waargenomen die bestaat uit vele padjes die aan het trekken zijn. Ze kunnen enkele kilometers ver geraken om een geschikte habitat te vinden. Enkele maanden nadat ze het water verlaten hebben gaan ze in winterslaap. Na de derde winter is de pad volwassen en kan zich voortplanten.
De groene pad kan in het wild een leeftijd van ongeveer tien tot twaalf jaar bereiken. Exemplaren die in gevangenschap worden gekweekt worden niet blootgesteld aan eventuele vijanden, voedselschaarste en algemeen natuurlijk verval zoals verwondingen of infectie met parasieten. Dergelijke exemplaren kunnen tientallen jaren oud worden.

## Taxonomie en indeling
De indeling van de groene pad binnen de padden is in het verleden en ook nog recentelijk vaak veranderd. De soort werd voor het eerst beschreven door Josephus Nicolaus Laurenti in 1768. Oorspronkelijk werd de wetenschappelijke naam Bufo viridis gebruikt, deze naam is de bekendste wetenschappelijke naam van de pad. De soort is later ook wel beschreven onder andere namen, zoals Rana sitibunda, Rana viridis, Bufo schreberi en Bufo lineata. De pad werd lange tijd tot het geslacht Pseudepidalea gerekend, maar dit geslacht wordt tegenwoordig niet langer erkend. Sinds 2013 wordt de pad tot het geslacht Bufotes gerekend.

## Relatie tot de mens
De groene pad wordt in een deel van zijn areaal bedreigd doordat moerassen en andere geschikte leefgebieden worden drooggelegd. Ook de vervuiling van het oppervlaktewater is een bedreiging. Ten slotte vormt het verkeer een gevaar omdat vele exemplaren worden doodgereden.
De groene pad werd vroeger soms gebruikt om de handen te drogen. De huidafscheiding werd door musici gebruikt voor de aanvang van een voorstelling.